# Ergasilus ogawai
Ergasilus ogawai is een eenoogkreeftjessoort uit de familie van de Ergasilidae. De wetenschappelijke naam van de soort is voor het eerst geldig gepubliceerd in 1992 door Kabata.